# Schwarze Pyramide
Schwarze Pyramide är en bergstopp i Antarktis. Den ligger i Östantarktis. Nya Zeeland gör anspråk på området. Toppen på Schwarze Pyramide är 2 016 meter över havet.
Terrängen runt Schwarze Pyramide är kuperad söderut, men norrut är den platt. Trakten är obefolkad. Det finns inga samhällen i närheten. 